# باقر النجار
باقر سلمان النجار (مواليد 1953) أستاذ علم اجتماع وسياسي ومؤلف وكاتب عمود بحريني ورئيس مجلس أمناء الجمعية العربية لعلم الاجتماع.

## النشأة والتعليم
وُلد النجار في العام 1953. حصل على شهادة بكالوريوس الآداب من جامعة الكويت في عام 1976. ثم حصل على دبلوم دراسات عليا من جامعة الإسكندرية في مصر. ثم حصل على دكتوراه الفلسفة في علم الاجتماع من جامعة درم البريطانية في عام 1983.

## المسيرة المهنية
عمل منسقاً لأبحاث مؤسسة الإنتاج البرامجي المشترك لدول الخليج في الكويت. عمل أستاذ علم الاجتماع في جامعة البحرين منذ عام 1984 وترأس قسم العلوم الاجتماعية سابقاً وعميد كلية الآداب مابين 1995 و1999. كان زميل أبحاث زائر في مركز دراسات الشرق الأدنى بجامعة هارفارد عام 2015 وأستاذ زائر في جامعة اكستر (2002-2003). يحمل عضوية عدد من المنظمات العلمية والأهلية البحرينية والعربية والدولية أهمها الجمعية الأميركية لدراسات الشرق الأوسط والمجلس العربي للطفولة والتنمية. يعتبر من بين أبرز الباحثين الخليجيين في الحقل السوسيولوجي وأغزرهم إنتاجاً. كما أنه كاتب عمود في صحيفة الشرق الأوسط والبلاد.

## المسيرة السياسية
عضو مجلس الشورى من 2000 إلى 2002.

## جدل
أثار النجار الجدل عندما ذكر في كتابه «الحداثة الممتنعة في الخليج العربي»: «بأن الشيعة أقلية مذهبية في الخليج... وفي البحرين تختلف التقديرات أكثر أو أقل من 50% ولكن بسبب عملية التجنيس التي خضع لها المجتمع البحريني خلال العقدين الماضيين قد وضعهم بما لا يتجاوز 50% وتشير بعض التقديرات غير الرسمية إلى أن نسبتهم انخفضت إلى أدنى من 47% من إجمالي السكان». إلا أن المعارض عباس بوصفوان يرى أن نسبة الشيعة تبلغ أكثر من 60%.

## المؤلفات
- العمل الاجتماعي التطوعي في الخليج العربي.
- إنتاجية العمل في القطاع الصناعي في البحرين.
- سوسيولوجيا المجتمع في الخليج العربي.
- المرأة وتحولات الحداثة العسيرة.
- حلم الهجرة للثروة: الهجرة والعمالة المهاجرة في الخليج العربي.
- الحركات الدينية في الخليج العربي.
- الحداثة الممتنعة في الخليج العربي.

## الحياة الشخصية
متزوج ولديه سلمان.

## التكريم
في عام 2009 حاز جائزة الشيخ زايد للكتاب في مجال التنمية وبناء الدولة في دورتها الثالثة عن كتابه «الديمقراطية العصية في الخليج العربي».